# سهفان (حبيش)

تعديل مصدري - تعديل

سهفان محلة تابعة لقرية الضبر، التابعة لعزلة بني الضاحتين بمديرية حبيش إحدى مديريات محافظة إب في الجمهورية اليمنية، بلغ تعداد سكانها 59 حسب تعداد اليمن لعام 2004.